# Sadist
Sadist (v českém překladu z angličtiny sadista) je italská  progressive death metalová kapela, která byla založena roku 1990 ve městě Janov v oblasti Ligurie. V současné době má kapela smlouvu u polského vydavatelství Agonia Records.
První demo Black Screams vyšlo v roce 1991, debutové studiové album s názvem Above the Light v roce 1993.

## Diskografie
Dema
- Black Screams (1991)
- Live in France (1992)

Studiová alba
- Above the Light (1995)
- Tribe (1996)
- Crust (1997)[1]
- Lego (2000)
- Sadist (2007)
- Season in Silence (2010)
- Hyaena (2015)
- Spellbound (2018)
- Firescorched (2022)
- Something to Pierce (2025)

Promo nahrávky
- Promo 92 (1992)
- Promo Tape '93 (1993)